# Пекка Гаавісто
Пе́кка О́лаві Га́авісто (фін. Pekka Olavi Haavisto; нар. 23 березня 1958, Гельсінкі, Фінляндія) — фінський політик, конфліктолог. Активіст руху Зелених. Міністр закордонних справ Фінляндії з 6 червня 2019 року по 20 червня 2023. Чинний депутат фінського парламенту.
Кандидат на посаду Президента Фінляндії 2012 року від партії Зелений союз (посів 2-ге місце).

## Біографія
Народився 23 березня 1958 року в Гельсінкі. Був запрошеним дослідником в Інституті міжнародних справ, що спеціалізується на Росії і питаннях, пов'язаних з новими загрозами безпеці. Працював запрошеним лектором в Бристольському університеті за тематикою міжнародних екологічних проблем. Регулярно читає лекції в Гельсінському університеті і Школі НАТО в Обераммергау.
- 1993—1995 — голова партії «Зелений союз»;
- 1987—1995 — депутат парламенту Фінляндії;
- 1995—1999 — міністр довкілля і розвитку в уряді Пааво Ліппонена — перший «зелений» міністр в історії Європи;
- 2000—2006 — голова Європейської партії Зелених і курував програми ООН з навколишнього середовища, був експертом ЮНЕП;
- 2005 — спеціальний представник ЄС у Судані. Відіграв ключову роль у мирних переговорах з військами Південного Судану, що поклало край війні;
- 2007 — знову обраний депутатом фінського парламенту;

11 червня 2011 — зареєстрований кандидатом для виборів Президента Фінляндії 2012 року, на яких програв Саулі Нійністьо.
17 жовтня 2013 року був призначений міністром з питань розвитку Фінляндії (міністром у справах співробітництва в цілях розвитку) в кабінеті Катайнена. Він змінив на цій посаді іншого представника Зелених, Гейді Гаутала, яка 11 жовтня 2013 року оголосила про свій відхід у відставку, взявши на себе відповідальність за факт незаконного тиску міністерства на керівництво держкомпанії Arctia Shipping в 2012 році. У кабінеті Стубба, сформованому в червні 2014 року, зберіг за собою цей портфель, проте вже у вересні того ж року Зелений союз в зв'язку зі схваленням кабінетом Стубба поновлення ліцензії Fennovoima на будівництво АЕС Ханхіківі-1 вийшов з правлячої коаліції.
У зв'язку з призначення на міністерську посаду відмовився від участі в 2014 році у виборах до Європарламенту і заявив про намір брати участь у парламентських виборах 2015 року. Зелений союз на них зайняв 5-е місце і отримав 15 мандатів.
3 листопада 2018 року на партійному зібранні, яке пройшло в Гельсінкі, був обраний новим головою партії «Зелених», змінивши на цій посаді Тоуко Аалто. Його єдиним суперником була колишня глава парламентської фракції «Зелених» Оуті Аланко-Кахілуото. Гаавісто був обраний на термін до наступних партійних зборів. Як і планувалося, Гаавісто не став висувати свою кандидатуру на новий термін — і 15 червня 2019 року на партійному з'їзді, який відбувся в Порі, новим лідером було обрано Марію Охісало.
6 червня 2019 року Гаавісто одержав портфель міністра закордонних справ в кабінеті Рінне, 10 грудня — в кабінеті Марін.

## Президентські вибори (2012)
11 червня 2011 року Гаавісто був висунутий від партії Зелений союз як кандидат на пост президента на виборах президента Фінляндії 2012 року. 22 січня 2012 року в першому турі президентських виборів Хаавісто набрав 18,8 % голосів і вийшов у другий тур разом з Саулі Нійністе, кандидатом від партії Національна коаліція, який набрав 37 % голосів. 5 лютого 2012 року відбувся другий тур виборів, в якому переміг Нійністе, а Гаавісто набрав 1 076 957 (37,4 %) голосів. За даними соціологічного опитування, проведеного в березні 2012 року на замовлення газети Helsingin Sanomat, гомосексуальність Пекка Гаавісто стала другою за значимістю причиною, по якій третя частина виборців проголосувала за Саулі Нійністе.

## Президентські вибори (2018)
12 лютого 2017 року Гаавісто був висунутий від партії Зелений союз як кандидат на пост президента на виборах президента Фінляндії 2018 року. За його словами, на прийняття ним рішення про висунення своєї кандидатури вплинула міжнародна обстановка: він вважає за необхідне під час передвиборної кампанії підняти питання, що стосуються загальнолюдських цінностей, а також майбутнього Фінляндії і її державної безпеки. Він зайняв на виборах друге місце після Саулі Нійністе, набравши 12,4 % голосів.

## Родина
Батько — директор школи Йоуко Гаавісто, мати — Анья Гаавісто.
Сам Пекка 2002 року уклав гей-шлюб із вихідцем із Еквадору Нехаром Антоніо Флоресом (Nexar Antonio Flores, нар.1978), який 1997 емігрував до Фінляндії.
Станом на початок 2012 року Гаавісто не мав ні цінних паперів, ні власної житлової площі, незважаючи на річний дохід понад 100 000 євро.

## Праці
- Inter-rail-opas. Porvoo, Helsinki, Juva: WSOY, 1978. ISBN 951-0-08595-2
- Nuori Eurooppa. Inter-rail opas. Porvoo, Helsinki, Juva: WSOY, 1986. ISBN 951-0-13604-2
- Kesä Balkanilla. Helsinki: Wutum, 1999. ISBN 951-98391-0-0
- Afrikan tähteä etsimässä. Helsinki: Taloustieto, 2010. ISBN 978-951-628-499-9
- Hatunnosto. Helsinki: Kirjapaja, 2010. ISBN 978-952-247-120-8
- Anna mun kaikki kestää. Sovinnon kirja. Helsinki: WSOY, 2011. ISBN 978-951-0-38578-4